# Ісварна
Ісварна (рум. Isvarna) — село у повіті Горж в Румунії. Адміністративно підпорядковане місту Тісмана.
Село розташоване на відстані 260 км на захід від Бухареста, 28 км на захід від Тиргу-Жіу, 106 км на північний захід від Крайови.

## Населення
За даними перепису населення 2002 року у селі проживали 385 осіб, усі — румуни. Усі жителі села рідною мовою назвали румунську.